# Javier Enrique Reza Beutelspacher
Javier E. Reza es un futbolista mexicano nacido en la Ciudad de México el 29 de diciembre de 1988. Desempeña su función dentro del campo en la parte ofensiva. Delantero de perfil derecho.

## Historia
Sus inicios futbolísticos fueron con el equipo U.N.A.M. el cual es uno de los equipos más reconocidos por su trabajo en fuerzas inferiores, de ahí, después de un destacado torneo de Reservas Nacionales, el Club Necaxa de Aguascalientes se fijó en él, y le ofrece su primer contrato profesional, con la edad de 16 años. Jugando en tercera división profesional, anotando en su primer torneo 10 goles. Pasó a préstamo al equipo Atlético San Francisco... los brujos de San Pancho en donde queda campeón goleador del grupo 7 a nivel nacional en Tercera División con 23 goles (14 en Liga y 9 en etapas finales) 
Fruto de su buen año el Club Necaxa le requiere para formar parte de nuevo de su equipo de segunda división profesional en el 2007, subiendo al primer equipo en menos de un año, teniendo participación en entrenamientos en Primera División y partidos amistosos. 
Pasa en el 2008 al equipo Pioneros de Cancún, en donde se convierte en titular y parte fundamental del planteamiento del entrenador en turno. EL equipo cambia de sede y por su buena participación el continua con el equipo, ahora llamado Guerreros de Acapulco en donde lleva 2 años y su continuidad le ha dado la titularidad a pesar de la lesión de ruptura de meñizco que lo inahabilito durante 3 meses en el torneo apertura del 2009.

## Clubes
| Club                        | País    | Año         |
| --------------------------- | ------- | ----------- |
| Necaxa                      | México  | 2004 - 2007 |
| Pioneros de Cancún          | México  | 2007        |
| Guerreros de Acapulco       | México  | 2008 - 2011 |
| Rovaniemi Palloseura (Rops) | Finland | 2011        |